# Béja
Béja (trascritto anche come Bedja o Bajah, in arabo باجة) è una città della Tunisia settentrionale, capitale del governatorato omonimo. Si trova a 100 km da Tunisi, fra il fiume Medjerdah e il Mar Mediterraneo.

## Storia
La regione di Béja era già abitata in epoca fenicia, e la città ebbe una grande importanza strategica e commerciale nel mondo antico. Nei secoli fu controllata da diversi popoli, inclusi Cartaginesi, Numidi, Romani, Vandali, Arabi e Francesi.
Nel 1860, in occasione di un viaggio, l'archeologo Victor Guérin descrive Béja precisando che "la moschea principale, consacrata a Sidi Aïssa, passa per essere la più antica della Tunisia" e "sarebbe stata in origine una chiesa cristiana", rimaneggiata in seguito.

## Amministrazione

### Gemellaggi
- Gibellina, dal 2012[2]